# Aucanquilcha
O vulcão Aucanquilcha é um estratovulcão dos Andes na Reserva Nacional Alto Loa em Antofagasta, Chile com 6176 metros de altitude.